# Olivier de Schutter

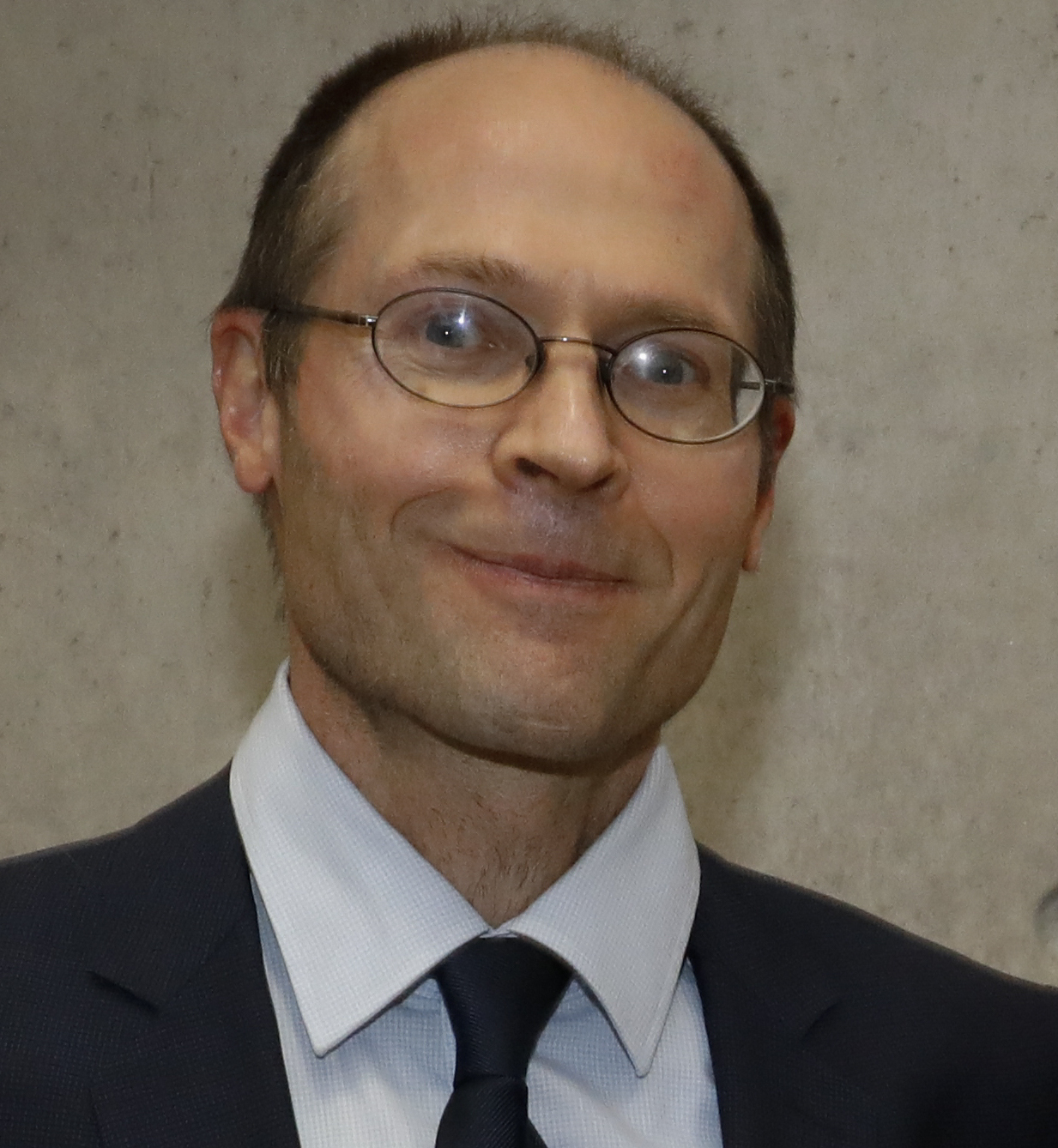
Olivier de Schutter (2019)

Olivier de Schutter (geboren 20. Juli 1968 in Ixelles) ist ein belgischer Völkerrechtler. Er war in verschiedenen Funktionen für die Vereinten Nationen tätig, seit 2020 ist er UN-Sonderberichterstatter zu extremer Armut und Menschenrechten (engl.: Special Rapporteur on extreme poverty and human rights).

## Herkunft und Ausbildung
Olivier de Schutter kam als Sohn eines belgischen Diplomaten zur Welt. So besuchte er Schulen im indischen Bombay (heute Mumbai), im saudiarabischen Dschidda und im ruandischen Kigali. Er studierte Rechtswissenschaften an der Université catholique (UCLouvain) (dt. Löwen) in Louvain-la-Neuve, Universität Panthéon-Assas in Paris und an der Harvard University in Cambridge (Massachusetts). 1999 promovierte er an der UCLouvain. Seine Dissertation, eine Vergleichsstudie über die Rolle von Gerichten bei der Rechtssprechung zu den Menschenrechten, trägt den Titel Fonction de juger et droits fondamentaux. Transformation du contrôle juridictionnel dans les ordres juridiques américain et européens.

## Karriere

### Wissenschaftliche Laufbahn
Olivier de Schutter ist seit 1999 Professor für Menschenrechte an der UCLouvain und an der Universität Saint-Louis in Brüssel, außerdem assoziierter Professor an der Sciences Po in Paris. Er war Gastprofessor an mehreren ausländischen Universitäten, u. a. an der New York University (2004–2005), der Columbia University (2008–2013), der University of California, Berkeley, dem College of Europe in Polen und der Université d’Abomey-Calavi bei Cotonou in Benin (1999–2005).

### Expertentätigkeit
Seit Mitte der 1990er Jahre ist Olivier de Schutter in verschiedenen Kontexten eine wichtige Stimme in der Debatte über Verbesserung der Regierungsführung in der Europäischen Union (EU) und über die Grundrechte in der EU beteiligt. Von 1995 bis 1997 war er Mitorganisator eines Seminars über die Reform des Regierens in der EU in Zusammenarbeit mit der Abteilung für Zukunftsstudien der Europäischen Kommission. Dieses Seminar war später, nach dem Sturz der Kommission Santer (1999), einflussreich bei der Ausarbeitung des Weißbuchs über das Regieren, das im Juli 2001 von der Europäischen Kommission veröffentlicht wurde. Zwischen 2002 und 2007 koordinierte er das EU-Netz unabhängiger Sachverständiger für Grundrechte, eine hochrangige Expertengruppe, die auf Ersuchen des Europäischen Parlaments eingerichtet wurde, um den EU-Institutionen Empfehlungen zur Umsetzung der EU-Grundrechtecharta zu geben und über die Lage der Grundrechte in der EU zu berichten. Im Jahr 2013 wurde er zum Mitglied des wissenschaftlichen Ausschusses der EU-Grundrechteagentur ernannt.

### Fédération internationale des ligues des droits de l’Homme
Von 2004 bis 2008 war de Schutter Generalsekretär der Fédération internationale des ligues des droits de l’Homme, einer internationalen Nichtregierungsorganisation für Menschenrechte mit Sitz in Paris, die sich mit dem Thema Globalisierung und Menschenrechte befasst.

### Aufgaben bei den Vereinten Nationen

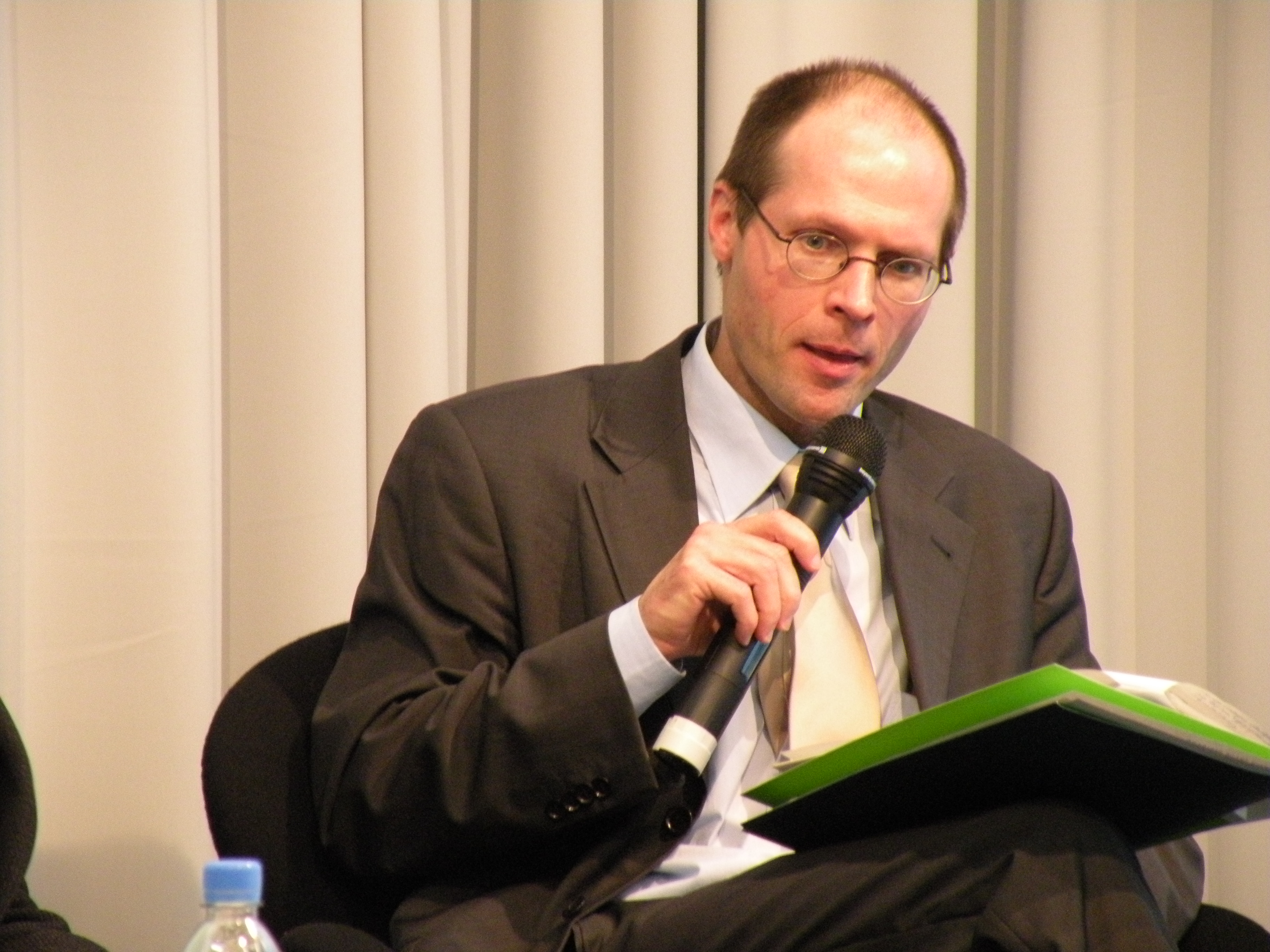
Olivier de Schutter (2010)

#### UN-Sonderberichterstatter zum Recht auf Nahrung
Von 2008 bis 2014 war de Schutter UN-Sonderberichterstatter zum Recht auf Nahrung 2008–2014. Er präsentierte in seinen Berichten vor dem UN-Menschenrecht und der UN-Generalversammlung die verschiedenen Aspekte dieses Themas. Seine Missionen führten ihn u. a. nach Benin, Brasilien, Kamerun, China, Guatemala, Madagaskar, Mexiko, Nicaragua, Südafrika und Syrien.
Obwohl er sich hauptsächlich mit Entwicklungsländern beschäftigte, interessierte er sich auch für fortgeschrittene Volkswirtschaften, 2012 führte er eine 11-tägige offizielle Untersuchung in Kanada durch. Als Sonderberichterstatter veröffentlichte er Berichte über Agrarökologie, Ernährung, Vertragslandwirtschaft, Fischerei, Geschlechterfragen und andere Schlüsselthemen. Darin setzte er sich immer wieder dafür ein, dass Kleinbauern in den Mittelpunkt von Strategien zur Ernährungssicherung gestellt werden. Er forderte die Länder dazu auf, in ihren Agrarsektor zu investieren, anstatt sich auf Importe von volatilen Weltmärkten zu verlassen, und äußerte sich auch kritisch über den groß angelegten Landerwerb und die Biokraftstoffproduktion in Ländern mit unsicherer Ernährungslage.

#### UN-Komitee für wirtschaftliche, soziale und kulturelle Rechte
Zwischen 2015 und 2020 war Olivier de Schutter Mitglied des UN-Komitees für wirtschaftliche, soziale und kulturelle Rechte, einem Expertengremium, das die Einhaltung des Internationalen Pakts über wirtschaftliche, soziale und kulturelle Rechte beobachtet. Das Komitee trifft sich zu drei Sitzung jährlich, sichtet und bewertet Berichte aus den Mitgliedsländern und individuelle Mitteilungen.

#### UN-Sonderberichterstatter zu extremer Armut
Seit 2020 ist de Schutter als Nachfolger des Australiers Philip Alston UN-Sonderberichterstatter zu extremer Armut beim UN-Menschenrechtsrat. In seinem ersten Bericht beschäftigte er sich damit, wie die Armut innerhalb der planetaren Grenzen bekämpft werden kann, und plädierte für einen „gerechten Übergang“ als Teil des „Wiederaufbaus“ nach der durch die COVID-19-Pandemie ausgelösten Wirtschaftskrise. In seinen nachfolgenden Berichten beschrieb er, wie Armut auf nachfolgende Generationen vererbt wird. Die Diskriminierung von Menschen in Armut und unzureichende Investitionen in die frühe Kindheit seien die Schlüsselfaktoren für das Fortbestehen von Armut. Er definierte die Hindernisse, die der Einführung von Sozialschutzniveaus in allen Ländern entgegenstehen, und setzt sich seit 2012 für die Einrichtung einer neuen internationalen Finanzierungsfazilität ein, die als Globaler Fonds für Sozialschutz bezeichnet wird.
In einem Bericht zu Großbritannien 2022 wandte er sich gegen geplante massive Ausgabenkürzungen der Sozialleistungen. Man könne keine Sparmaßnahmen umsetzen, wenn die gesamte Bevölkerung mit einer Lebenskostenkrise konfrontiert sei. Notwendig sei stattdessen, die Steuern für Reiche und Unternehmen zu erhöhen. Sonst sei zu befürchten, dass arme Kinder weniger essen und unterernährt sein würden, was auch ihre Bildungs- und Zukunftschancen mindern würde.

## Positionen
De Schutter stellt die Forderungen auf, die Menschenrechtsprinzipien Partizipation, Rechenschaftspflicht und Nichtdiskriminierung mit der Idee einer lernenden öffentlichen Politik zu verbinden, die ihre Auswirkungen auf die Ärmsten und Schwächsten überprüft und sich dann korrigiert. Sein Ziel ist der Wandel zu nachhaltigen Gesellschaften, für die er verschiedene Disziplinen wie Wirtschaftswissenschaft, Sozialpsychologie, Politikwissenschaft und feministische Theorie mobilisiert.
Seine wichtigsten Vorschläge für die Einführung einer lernenden Governance in der EU, die auf lokalen sozialen Innovationen aufbaut, um den Übergang zu nachhaltigen Gesellschaften zu beschleunigen und somit den ökologischen und sozialen Wandel zu unterstützen, sind in einem Bericht zusammengefasst, den er auf der Internationalen Francqui-Konferenz 2014 vorstellte.
Seine Ansichten sind stark vom demokratischen Experimentalismus beeinflusst, wie er von Roberto M. Unger, einem Professor der Harvard Law School, bei dem de Schutter studierte, und Charles F. Sabel, einem Kollegen der Columbia Law School, mit dem er einige Jahre lang ein Seminar über Governance in der EU leitete, vertreten wurde. Dem fügt de Schutter die Betonung sozialer Innovationen hinzu, die in Gemeinschaften entstehen, in denen genügend soziales Kapital vorhanden ist, um kollektives Handeln zu ermöglichen. In diesem Sinne wird die soziodemographische Vielfalt – die Verbreitung sozialer Innovationen, oft auf lokaler Ebene und in Verbindung mit lokalen Ressourcen und Motivationen – als ein entscheidender Vorteil für den Aufbau widerstandsfähiger und nachhaltiger Gesellschaften angesehen.
Daraus ergibt sich eine radikale Sichtweise auf Demokratie: Anstatt nur ein Merkmal des politischen Systems zu sein, sollte sie ein Merkmal der Gesellschaft als Ganzes sein, und anstatt dass es bei der Demokratie darum geht, dass das „Volk“ seine Vertreter wählt, die Lösungen für die Gesellschaft entwerfen, sollte Demokratie bedeuten, dass Raum für die Menschen geschaffen wird, in dem sie eigene Lösungen zur Überwindung von Problemen finden können.
Dies gilt auch für seine Sicht auf Ernährungssouveränität, bei der es ihm in erster Linie um Ernährungsdemokratie und die Fähigkeit der Menschen geht, Alternativen zum herkömmlichen Lebensmittelsystem zu entwickeln. Sie leitet auch seine Rolle innerhalb von IPES-Food (International Panel of Experts on Sustainable Food Systems), einem internationalen Expertengremium für nachhaltige Lebensmittelsysteme, das Vorschläge für eine Reform der Lebensmittelsysteme entwickelt, bei dem soziale Akteure einbezogen und soziale Innovationen entwickelt werden. Durch disziplinübergreifende Protestnoten sollen Forderungen formuliert werden, die Hindernisse für Reformen aus dem Weg zu räumen und die Lebensmittelsysteme zu demokratisieren, und die Probleme der politischen Ökonomie, die den Wandel verzögern, direkt angesprochen werden: Einzelinteressen, vorherrschende Narrative und wirtschaftliche und politische Monopole.
Im globalen Maßstab unterstützt er die Kampagne für die Einrichtung einer Parlamentarische Versammlung bei den Vereinten Nationen, einer Organisation, die sich für eine demokratische Reform der Vereinten Nationen und die Schaffung eines rechenschaftspflichtigeren internationalen politischen Systems einsetzt.

## Rezeption
In Marie-Monique Robins Dokumentarfilm Crops of the Future aus dem Jahr 2012 wird de Schutter mit seiner Studie über die Agrarökologie und die Lösungen für die Nahrungsmittelkrise unseres Planeten vorgestellt.

## Auszeichnungen
- 2013 Francqui-Preis für seine Beiträge zur Theorie guter Verwaltung, zum EU-Recht und zu den internationalen und europäischen Menschenrechtsvorschriften
- 2018 James Beard Foundation Leadership Award für seine Arbeiten zur Reform des Ernährungssystems

## Veröffentlichungen (Auswahl)
- mit K. Pistor (Hrsg.): Governing Access to Essential Resources, Columbia Univ.ersity Press, 2016
- Trade in the Service of Sustainable Development, Hart/Bloomsbury, 2015
- mit J.F. Swinnen und J. Wouters (Hrsg.): Foreign Direct Investment and Human Development, Routledge, 2012
- Die Zusammenhänge zwischen Migration und Diskriminierung Luxemburg: Amt für Veröffentlichungen der Europäischen Union 2010
- International Human Rights Law. Cases, Materials, Commentary, Cambridge University Press, 2010
- International trade in agriculture and the right to food Berlin/Genf/New York, Friedrich-Ebert-Stiftung, 2009
- Das Diskriminierungsverbot nach dem Europäischen Menschenrechtsgesetz Amt für Amtliche Veröffentlichungen der Europäischen Gemeinschaften, 2005
- Fonction de juger et droits fondamentaux. Transformation du contrôle juridictionnel dans les ordres juridiques américain et européens, Brüssel, Bruylant, 1999

## Filmographie
- BBC-Serie Horizon: How Many People Can Live on Planet Earth (2009) mit David Attenborough
- Tomorrow – Die Welt ist voller Lösungen (2015) mit Cyril Dion und Melanie Laurent
- Seeds of Profits (2019), mit Linda Bendali